# Parum porphyria
Parum porphyria is een vlinder uit de familie van de pijlstaarten (Sphingidae). De wetenschappelijke naam van de soort is voor het eerst geldig gepubliceerd in 1876 door Arthur Gardiner Butler.